# Jewhen Drahunow
Jewhen Iwanowycz Drahunow, ukr. Євген Іванович Драгунов, ros. Евгений Иванович Драгунов, Jewgienij Iwanowicz Dragunow (ur. 13 lutego 1964 w Makiejewkie, w obwodzie donieckim, Ukraińska SRR, zm. 9 września 2001) – ukraiński piłkarz grający na pozycji obrońcy, olimpijski reprezentant ZSRR i reprezentant Ukrainy.

## Kariera piłkarska

### Kariera klubowa
Wychowanek Szkoły Piłkarskiej Kirowec Makiejewka, w którym rozpoczął karierę piłkarską. Następnie przeszedł do Szachtara Donieck, ale występował w drużynie rezerwowej. W 1984 został piłkarzem SKA Kijów. Po występach w Kołosie Pawłohrad w 1985 powrócił do Szachtara, w którym występował przez 8 lat, pełnił również funkcję kapitana drużyny. W 1992 został zaproszony do Tawrii Symferopol. W 1994 wyjechał do Rosji, gdzie bronił barw Łady Togliatti, Kubania Krasnodar i Szynnika Jarosław. W 1996 ponownie wyjechał za granicę, ale tym razem do Niemiec, gdzie bronił barw klubów Rot-Weiß Erfurt, Spandauer SV i Ludwigsfelder FC. W 2000 powrócił do Ukrainy, gdzie został piłkarzem Zorii Ługańsk, w którym zakończył karierę piłkarską. 9 września 2001 zmarł z powodu insult.

## Kariera reprezentacyjna
27 czerwca 1992 roku debiutował w narodowej reprezentacji Ukrainy w zremisowanym 0:0 meczu towarzyskim z USA. Łącznie rozegrał 2 gry reprezentacyjne. Wcześniej zaliczył 1 występ w olimpijskiej reprezentacji ZSRR.

## Sukcesy i odznaczenia

### Sukcesy klubowe
- zdobywca Pucharu ZSRR: 1986

### Sukcesy indywidualne
- wybrany do listy 33 najlepszych piłkarzy roku Ukrainy: 1992 (nr 2)

### Odznaczenia
- tytuł Mistrza Sportu ZSRR: 1986